# Roger Apéry
Roger Apéry (francês: [apeʁi]; Rouen, 14 de novembro de 1916 – Caen, 18 de dezembro de 1994) foi um matemático greco-francês, mais conhecido pelo teorema de Apéry, estabelecendo que ζ(3) é um número irracional, sendo ζ a função zeta de Riemann.

## Vida
Apéry nasceu em Rouen em 1916, filho de mãe francesa e pai grego. Passou sua infância em Lille até 1926, quando a família mudou-se para Paris, onde frequentou o Lycée Louis-le-Grand. Foi admitido na Escola Normal Superior de Paris em 1935. Seus estudos foram interrompidos no início da Segunda Guerra Mundial; ele foi mobilizado em setembro de 1939, feito prisioneiro de guerra em junho de 1940, repatriado com pleurisia em junho de 1941 e hospitalizado até agosto de 1941. Defendeu sua tese de doutorado em geometria algébrica, orientado por Paul Dubreil e René Garnier em 1947.
Em 1947 foi apontado Maître de conférences (lecturer) na Universidade de Rennes. Em 1949 foi apontado professor da Universidade de Caen, onde permaneceu até aposentar-se.
Em 1979 publicou sua prova da irracionalidade de ζ(3), que é a soma dos inversos dos cubos dos inteiros positivos. Um indicativo da dificuldade desta prova é que o problema correspondente para outras potências permanece sem solução. Além disso, muitos matemáticos trabalham desde então sobre as chamadas sequências de Apéry, para encontrar provas alternativas que podem ser aplicadas a outras potências ímpares (Frits Beukers, Alfred van der Poorten, Marc Prévost, Keith Ball, Tanguy Rivoal, Wadim Zudilin e outros).
Apéry foi ativo na política e por poucos anos na década de 1960 foi presidente do Partido Radical de Esquerda no departamento de Calvados. Abandonou a política após as reformas instituídas por Edgar Faure após a revolta de 1968, quando percebeu que a vida universitária estava caminhando contra a tradição que ele havia sempre suportado.

## Morte e legado
Apéry morreu em 1994 em Caen, com doença de Parkinson, após longa enfermidade. Foi sepultado próximo a seus pais no Cemitério do Père-Lachaise em Paris. Sua sepultura tem uma inscrição matemática expressando seu teorema
{\displaystyle 1+{\frac {1}{8}}+{\frac {1}{27}}+{\frac {1}{64}}+\cdots \neq {\frac {p}{q}}}